# Jüne Plã
Jüne Plã, née à Marseille (France), est une illustratrice et autrice française. 
Conceptrice de personnages dans le jeu vidéo (character designer), elle est connue pour son compte Instagram Jouissance Club et pour le livre homonyme publié en janvier 2020 et traduit dans plusieurs langues.

## Biographie
Jüne Plã est née à Marseille dans les Bouches-du-Rhône. Elle suit des études à l'école Emile Cohl à Lyon puis travaille dans la publicité avant de devenir illustratrice et conceptrice de personnages dans le jeu vidéo (character designer),.

### Jouissance Club
En 2018, elle crée le compte Instagram Jouissance Club, qui est rapidement suivi par près de 80 000 abonnés et relayé par la presse,. Le compte est plusieurs fois censuré par la plateforme de réseau social, ce qui contribue à son succès,. Jüne Plã tente d'y déconstruire les stéréotypes, les idées reçues et les clichés sur la sexualité, et de promouvoir les manières de l'aborder d'une façon bienveillante et décomplexée,. Pour elle, le sexe est un tabou et l'éducation sexuelle n'est pas à la hauteur,. 
Le 15 janvier 2020, elle publie Jouissance Club, une cartographie du plaisir aux éditions Marabout,,,. L'ouvrage, largement illustré par des schémas est présenté par l'éditeur belge comme « un manuel d’éducation sexuelle promouvant le plaisir accessible à tous, femme, homme, non-binaire, hétéro, homo, bi, etc ! »,. Elle y explique notamment comment réussir un cunnilingus ou une fellation,. Fort de son succès en librairie, le livre est traduit la même année en néerlandais et espagnol Climax Club, en catalan Clímax, en italien Club Godo, en anglais Bliss Club et en allemand Kommt gut,,,,,.
Le 9 mars 2021, elle assigne en référé Facebook avec treize autres influenceurs français. L'objectif est de contraindre l'entreprise américaine à dévoiler les méthodes de modération, les moyens consacrés et les résultats obtenus sur le réseau social Instagram qu'elle possède. 
Son compte Instagram rassemble plus de 800 000 abonnés en 2021.

## Publication
- Jüne Plã, Jouissance club : une cartographie du plaisir, Marabout, dl 2020 (ISBN 978-2-501-14420-9 et 2-501-14420-1, OCLC 1144206431, lire en ligne)